# Молокішська волость
Молокішська волость — історична адміністративно-територіальна одиниця Балтського повіту Подільської губернії Російської імперії. Волосний центр — село Молокиш.
Станом на 1885 рік складалася з 9 поселень, 10 сільських громад. Населення — 6925 осіб (3475 чоловічої статі та 3450 — жіночої), 1163 дворових господарств.
|                     | Площа, десятин | У тому числі орної, дес. |
| ------------------- | -------------- | ------------------------ |
| Сільських громад    | 10082          | 7621                     |
| Приватної власності | 16777          | 8640                     |
| Казенної власності  |                |                          |
| Іншої власності     | 559            | 298                      |
| Загалом             | 27418          | 16559                    |

Поселення:
- Білоч
- Вади-Туркул
  - Каєтанівка
- Гараба
- Єржово
- Красненьке
- Малий Молокиш (Молокішська Слобідка)
- Молокиш
- Рибниця (містечко)
- Сарацея